# Miguel Ángel Ramírez
Miguel Ángel Ramírez Medina (Las Palmas, 23 de outubro de 1984) é um treinador de futebol espanhol. Atualmente está no Zaragoza.

## Carreira

### Início
Nascido em Las Palmas, nas Ilhas Canárias, Ramírez ingressou nas categorias de base da UD Las Palmas em 2003, proveniente de AD Claret. Em 2011 mudou-se para a Grécia, inicialmente para trabalhar nas camadas jovens do AEL Limassol, mas posteriormente trabalhou no Panathinaikos e no Olympiacos devido à crise económica.

### Alavés (cat. de base)
Em 2012, após um ano de volta a Las Palmas, Ramírez passou alguns meses trabalhando como olheiro do Alavés antes de se mudar para o Catar, ingressando na Aspire Academy.

### Indepediente del Valle
Em 2018, depois de também comandar o time de futebol Sub-14 do Catar e ser assistente do compatriota Félix Sánchez Bas no Sub-19, ele se mudou para o Equador e foi nomeado técnico da equipe Sub-18 do Independiente del Valle. No dia 7 de maio de 2019, depois que o compatriota Ismael Rescalvo foi nomeado chefe do Emelec, Ramírez foi nomeado gerente da primeira equipe. Ele levou o clube ao título da Copa Sul-Americana, a primeira de sua carreira e o primeiro prêmio internacional da história do clube. Em 19 de dezembro de 2020, Ramírez confirmou sua saída da Del Valle após quase dois anos como gerente.

### Internacional
Em 2 de março de 2021, Ramírez assinou um contrato de dois anos com o Internacional.
Foi demitido no dia 11 de junho, após a derrota do Internacional para o Vitória por 3 a 1 no jogo de volta da Copa do Brasil, no dia anterior, culminando na eliminação do colorado. Ao todo foram três meses no cargo, comandando 22 jogos, com 11 vitórias, quatro empates e sete derrotas, obtendo 56% de aproveitamento.

### Charlotte FC
Em 7 de julho de 2021, foi anunciado como novo técnico do Charlotte FC, novo clube dos Estados Unidos que disputaria a Major League Soccer em 2022.
No dia 31 de maio de 2022, o treinador foi demitido do clube.

## Títulos
Independiente del Valle
- Copa Sul-Americana: 2019